# Iphimediella dominici
Iphimediella dominici is een vlokreeftensoort uit de familie van de Iphimediidae. De wetenschappelijke naam van de soort is voor het eerst geldig gepubliceerd in 1996 door Coleman.